# Odezia pyrenaica
Odezia pyrenaica är en fjärilsart som beskrevs av Carl Freiherr von Gumppenberg 1887. Odezia pyrenaica ingår i släktet Odezia och familjen mätare. Inga underarter finns listade i Catalogue of Life.